# 世界史の構造
『世界史の構造』（せかいしのこうぞう）は、柄谷行人の著作。2010年に岩波書店より刊行。2015年1月に岩波現代文庫として改版。

## 内容
『世界共和国へ』は本書の先行ダイジェストであった。ゆえに、本書と重複する内容も多い。
A.互酬、B.再分配、C.商品交換の結合態としての世界システムの変遷を語り、それらを越えたDという交換様式への道筋を示す。ミニ世界システム、世界=帝国、世界=経済（近代世界システム）そして現在と未来という順序で章立ててある。

### ミニ世界システム
ミニ世界システムという章では、ほとんど考察されてこなかった、交換様式Aがドミナント（支配的）である世界システム（氏族社会）の発生を論じる。
交換様式AとCの差違を説明するために、互酬の呪術性が注目され、マルティン・ブーバーの「私と汝」「私とそれ」という考え方が参照される。また、氏族社会が首長の力を強化せず平等な社会である（すなわち直ちに国家に転化しない）理由の説明になるものとして、ジークムント・フロイトの『トーテムとタブー』が再評価される。

### 世界=帝国

#### 国家論
国家とは、交換様式Bがドミナントな社会構成体で、ホッブスの『リヴァイアサン』が参照される。国家の本質は戦争にあり、ゆえに、国家とはまず他国に対して国家なのだ、とされる。

#### 預言者
交換様式Dは普遍宗教の預言者によって開示されたものであるとする。マックス・ウェーバーの分類する預言者には倫理的預言者と模範的預言者があることを考えると、キリスト教、回教、仏教の各教祖だけでなく、イオニアの自然哲学者やソクラテスや孔子や老子などの思想家も、普遍宗教の預言者と同じであると言う。

### 近代世界システム

#### 資本主義社会

##### 景気循環
景気が上がったり下がったりするのは、労働力という特殊な商品のせいであり、景気循環の周期性は、各々の時代の世界経済の主力になる世界商品（軽工業製品、重化学工業製品、耐久消費財、情報など）の交代と相関がある、とされる。

##### 恐慌
恐慌の本質は信用恐慌にあるとされる。産業資本主義経済では、商品を作って売った差額が利潤になり、そこから拡大再生産のための設備投資をするのだが、商品が売れるということには困難が伴うので、とりあえず売れたことにして、決済を後にする。商品が売れていなかったことが判明して、恐慌が起こる。

#### 資本の揚棄
交換様式Dは「アソシエーション」とパラフレーズできる。協同組合はアソシエーションである。株式会社を協同組合化（ロッチデール原則に基づく、会社の意思決定における、労働者及び株主の“一人一票”化）すれば資本を揚棄できるが、一社だけでそれをやると他の企業との競争に敗退するため、国家規模での法制化をしなければならないとする。また、一国だけでその法制化をやると、他国の干渉を招くから、世界同時革命でやらなければいけないとも。

### 現在と未来

#### 国連について
国連はまだ覇権国と国際資本に左右される場所であるが、WHOなどの医療・環境・文化の領域ではアソシエーション的な組織体制になっていることを指摘した。

### アーツ・アンド・クラフツ運動との関連
ロマン派は「失われた過去への憧憬」と「資本=国家への対抗」という二つのモチーフを持っているとし、英国ロマン派はパーシー・シェリーを筆頭にラスキンなども後者の傾向が強いとされる。ウィリアム・モリスのアーツ・アンド・クラフツ運動も、その伝統上のものとして注目される。

## 逸話
本書は『力と交換様式』にいたる「交換様式論」の代表的著作であるが、その骨格の着想は1998年秋に遡る。柄谷の母が入院する尼崎の病院からの帰路のバスに乗り込む瞬間に思いついたという。

## 反響
- 大澤真幸は、『文学界』の書評で取り上げた。
- 発売2ヵ月後で、1万2千部と、大部の思想書としては異例のヒットだった[6]。

## 書誌
- 柄谷行人『世界史の構造』岩波書店、2010年。改版、岩波現代文庫、2015年。

## 翻訳
以下の翻訳は岩波書店による単行本に加筆された版に基づく。
- 趙京華訳『世界史的构造』（2012年9月、中央编译出版社）
- 曹泳日(조영일)訳『세계사의 구조』（2012年12月）
- 林暉鈞訳『世界史的結構』（2013年2月、心靈工坊）
- マイケル・ボーダッシュ訳『The structure of world history ～from modes of production to modes of exchange～』2014年、デューク大学出版）[7][8]
- アリ・カラタイ（Ali Karatay）訳『Dünya Tarihinin Yapısı: Üretim Tarzlarından Mübadele Tarzlarına』（2017年、Metis Yayıncılık）[9]
- イザベル・フランドロワ（Isabelle Flandrois）・浅利誠『Structure de l'histoire du monde』（2018年、CNRS）

## 関連文献
- 柄谷行人『世界共和国へ――資本＝ネーション＝国家を超えて』岩波書店〈岩波新書 新赤版 1001〉、2006年4月20日。ISBN 4-00-431001-6。
- 柄谷行人ほか『「世界史の構造」を読む』インスクリプト、2011年10月。ISBN 978-4-900997-33-2。